# Leiocephalus raviceps
Leiocephalus raviceps (бліда ігуана-крутихвіст) — вид ігуаноподібних ящірок родини Leiocephalidae. Ендемік Куби.

## Підвиди
Виділяють п'ять підвидів:
- Leiocephalus raviceps raviceps Cope, 1863;
- Leiocephalus raviceps delavarai Garrido, 1973;
- Leiocephalus raviceps jaumei Schwartz & Garrido, 1968;
- Leiocephalus raviceps klinikowskii Schwartz, 1960;
- Leiocephalus raviceps uzzelli Schwartz, 1960.

## Поширення і екологія
Бліді ігуани-крутихвости нерівномірно поширені на північному та південному узбережжі Куби. Вони живуть в прибережних і субприбережних мікрофільних лісах і напівпустельних колючих чагарникових. Живляться рослинністю і членистоногими. Відкладають яйця.